# Benimodo (ort)
Benimodo är en ort i Spanien.   Den ligger i provinsen Província de València och regionen Valencia, i den östra delen av landet, 300 km öster om huvudstaden Madrid. Benimodo ligger 48 meter över havet och antalet invånare är 2 019.
Terrängen runt Benimodo är platt österut, men västerut är den kuperad.Runt Benimodo är det tätbefolkat, med 343 invånare per kvadratkilometer. Närmaste större samhälle är Carlet, 1,5 km norr om Benimodo. Trakten runt Benimodo består till största delen av jordbruksmark.